# Gordis
Gordis es una telenovela chilena producida en 2012 por la productora Pájaro y emitida por Chilevisión, estrenada el 2 de enero de ese año. Escrita por Yusef Rumie con la colaboración de Carla Stagno, Roberto Contador, Pablo Unda y Camilo Torres. Cuenta la historia de una chica con problemas de obesidad que luego de ser humillada por todos se convierte en una estupenda mujer, la cual se vengará de todos que se burlaron de ella.
Tiene como protagonistas a Karla Vásquez, Faloon Larraguibel, Rodrigo Salinas, Nicolás Pérez y Jaime Artus, y cuenta con las participaciones antagónicas de Carla Jara, Viviana Nunes, Daniela Castillo y Montserrat Prats. Cuenta con la actuación especial de la actriz Violeta Vidaurre.

## Historia
Amelia, una simpática muchacha que está absolutamente enamorada de Carter, el chico guapo y matoncillo del colegio. Luego de sufrir una broma por parte de Carter y sus amigos, Amelia encuentra una botella mágica de la que sale un chistoso Genio quien la trasforma en Carrie, una estupenda chica rubia y esbelta. Ella se vengará de los chicos populares, reivindicando a sus losers amigas y llevándolas al merecido sitial de chicas populares.

## Elenco
- Karla Vásquez como Amelia Peña.
- Faloon Larraguibel como Carrie SimSalabim.
- Nicolás Pérez como Carter Carrington.
- Carla Jara como Sofía Regiolini Malessi.
- Jaime Artus como Patrick Lizama.
- Carolina Mestrovic como Linda.
- Rodrigo Salinas como el genio SimSalabim.
- Montserrat Prats como Vannessa Malessi.
- Viviana Nunes como Bestiana Carrington.
- Rodrigo Avilés como Juan "Jerry" Cacerola.
- Daniela Castillo como Serena Calma.
- Andreína Chataing como Daisy Rosado.
- Felipe Álvarez como Donald Donaldson.
- Iván Cabrera como Patricio "Pato" Proteico.
- Damián Bodenhöfer como Lewis Cacerola.
- María Paz Jorquiera como Cosu Rarelli.
- Gabriela Ernst como Cynthia Pérez.
- Catalina Vera como Mujer Nerd.
- Ramón Llao como Marcial Peña.
- Felipe Armas como Pepe Cacerola.
- Julio César Serrano como Perno-Mateo Cibernético.
- Eileen Rivera como Pepa Rosado.
- Janis Pope como Pía de los Aromos.
- Samantha Sanchéz como Aurora Peña.
- Francisco González como Rufus Calvo.
- Lolo Peña como Vittorio Regiolini.
- Francesca Cigna como Ricarda Pilates.
- Camilo Marín como Muela.
- Heber Espinosa como Colmillo.
- Violeta Vidaurre como Bruja Alexandra.
- Grimanesa Jiménez como Miss Ruttenmeyer.
- Matías González como Guatón Cebolla.
- Pilar Ruiz como Enfermera.
- Claudio Moreno como "Guru - Guru" (Invitado).
- Eduardo Cantillana como Abdou Hadji, Genio del desierto.
- Javiera Cifuentes como Susana.